# Heppenheimer Stadtschloss

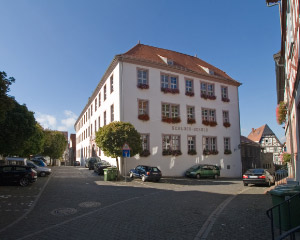
Die heutige Schloss-Schule

Das Heppenheimer Stadtschloss (früher auch Hees'scher Hof) befindet sich in unmittelbarer Nähe des historischen Marktplatzes von Heppenheim.

## Geschichte
Das Stadtschloss wurde um 1578 (Wappen am Kellereingang des Ostflügels) in wesentlichen Teilen von der Adelsfamilie von Rodenstein erbaut. Kurz nach 1700 wurde es vom Freiherren von und zu der Hees, dem Burggrafen der Starkenburg, übernommen und erweitert. Im ersten Viertel des 18. Jahrhunderts lässt der Sohn des Burggrafen das Schloss um den Westflügel erweitern. Um 1825 wurde das Stadtschloss von der Stadt Heppenheim erworben und zum Schulgebäude umgebaut. 1896/97 wurde aus Platzgründen ein drittes Stockwerk aufgesetzt. Heute befindet sich die Schloss-Schule in diesem Gebäude.
Bei Untersuchungen der Keller und Fundamente wurden Spuren einer alten Fliehburg aus fränkischer Zeit entdeckt. Unter dem Schulhof befinden sich noch Überreste eines alten Gewölbes und eines strahlenförmigen Gangsystems.